# Tulipa gumusanica
Tulipa gumusanica là một loài thực vật có hoa trong họ Liliaceae. Loài này được Terzioglu mô tả khoa học đầu tiên năm 2002.